# 마법 피리
마법 피리(The Magic Flute, Trollflojten)는 스웨덴에서 제작된 잉마르 베리만 감독의 1975년 영화이다. 볼프강 아마데우스 모차르트의 오페라 《마술피리》를 바탕으로 제작되었다. Mans Reutersward 등이 제작에 참여하였다.

## 출연
- Nina Harte

## 제작진
- 미술: Henny Noremark
- 의상: Henny Noremark